# Cetatea dacică Costești-Cetățuie
Cetatea dacică Costești - Cetățuie este una dintre cele șase fortărețe dacice din Munții Orăștiei care fac parte din patrimoniul mondial UNESCO din România. Cetatea a fost construită în secolul I î.Hr. cu scop de protecție împotriva cuceririi romane. Se găsește lângă satul Costești, comuna Orăștioara de Sus din județul Hunedoara.

## Date generale
Cetățuia Costești este situată pe valea Apei Grădiștei. Platoul superior al dealului unde este așezată cetatea are 514 m altitudine. Numele din vechime nu este cunoscut. Era o cetate puternică ce avea caracter defensiv, ea avea la bază o mare așezare civilă și era reședința obișnuită a regilor daci transilvăneni. Un alt rol al ei era acela de a apăra drumul spre cetatea Sarmizegetusa Regia.

## Sisteme defensive

### Valul de pământ
Primul sistem defensiv al cetății era un val de pământ care înconjura platoul superior al dealului și terasele de sub el. Valul era larg la bază de 6–8 m și înalt în prezent de 2–2,5 m. În val erau înfipți stâlpi groși de lemn care erau legați între ei de o împletitură de nuiele care erau lipite cu pământ, toate acestea formau o palisadă în spatele căreia se adăposteau apărătorii. Cetatea nu avea șanț de apărare. Valul de pământ nu se închidea complet deoarece în dreptul porții capetele sale se petreceau unul peste altul formând o intrare „în clește”, acest tip de intrare expunea flancurile atacatorilor.

### Zidul
Zidul nu înconjura complet dealul, el a fost construit doar în părțile în care panta era lină deoarece accesul era mai ușor. Zidul era inspirat de construcțiile elenistice analoge iar tehnica de construcție a fost adaptată de daci la condițiile specifice ale Munților Orăștiei. Acest tip de zid a fost botezat de specialiști murus Dacicus (zidul dacic).
Zidul avea cel puțin 3–4 m înălțime, era gros de 3 metri, avea două fețe, una exterioară și una interioară, și era format din blocuri din calcar conchilic, blocurile erau tăiate regulat (opus quadratum). Aceste blocuri aveau dimensini variabile: 60–80 cm lungime, 40–60 cm înălțime și 30–40 cm grosime. Între cele două fețe ale zidului se așeza o umplutură (emplecton) de pământ, pietre neprelucrate, etc. Nu se folosea mortar la aceste tipuri de ziduri de acea pentru a nu se prăbuși cele două fețe, constructorii daci au tăiat în partea superioară a blocurilor jgheaburi care erau în formă de coadă de rândunică (mai largi spre exterior și mai înguste pe interior). În jgheaburile a două blocuri care erau așezate față în față era pusă o bârnă din lemn, care era lungă cât lățimea zidului și avea capetele tăiate la fel. După ce erau așezate aceste bârne era aruncată umplutura. Chiar dacă bârnele putrezeau pământul era suficient de tasat pentru ca zidul să nu se prăbușească.
Pe coama zidului erau așezate trunchiuri groase de copac care erau despicate în lungime. Aceste trunchiuri erau înclinate spre exterior pentru ca apa de ploaie să se scurgă, și erau acoperite cu pământ bătut pentru a nu putea fi incendiate.

### Alte sisteme defensive
Din loc în loc, zidul cetății avea bastioane construite în aceeași tehnică. Parterul acestor bastioane era folosit ca depozit de provizii și de arme, iar etajul era folosit ca locuință și ca poziție de luptă pentru apărători. Mai existau în spatele zidului și niște platforme de luptă care erau sprijinite tot pe blocuri de calcar. Dacă atacatorii treceau de aceste sisteme defensive ei trebuiau să dărâme o altă poartă (înaintea celui de-al doilea război dacic această poartă a fost blocată cu coloane luate din sanctuarele de la Costești) care permitea accesul pe o pantă dificilă spre platoul superior. După poartă singurul sistem defensiv care mai proteja cele două turnuri locuință de pe platou, era o dublă palisadă din stâlpi groși de lemn. Dacă era cucerită și această palisadă era cucerită cetatea.
Cetatea mai era protejată și de alte sisteme defensive, care erau fortificații mai mici. Un puternic bastion era pe drumul care urca în vechime la cetate, un alt turn izolat se afla în spatele valului și era în prelungirea zidului din incintă. În apropierea cetății se afla fortificația de pe dealul Cetățuia Înaltă și turnul de pe înălțimea Ciocuța.

## Distrugerea cetății
Cetatea a fost distrusă în 106 de romani. Nu a mai fost niciodată reconstruită.

## Imagini

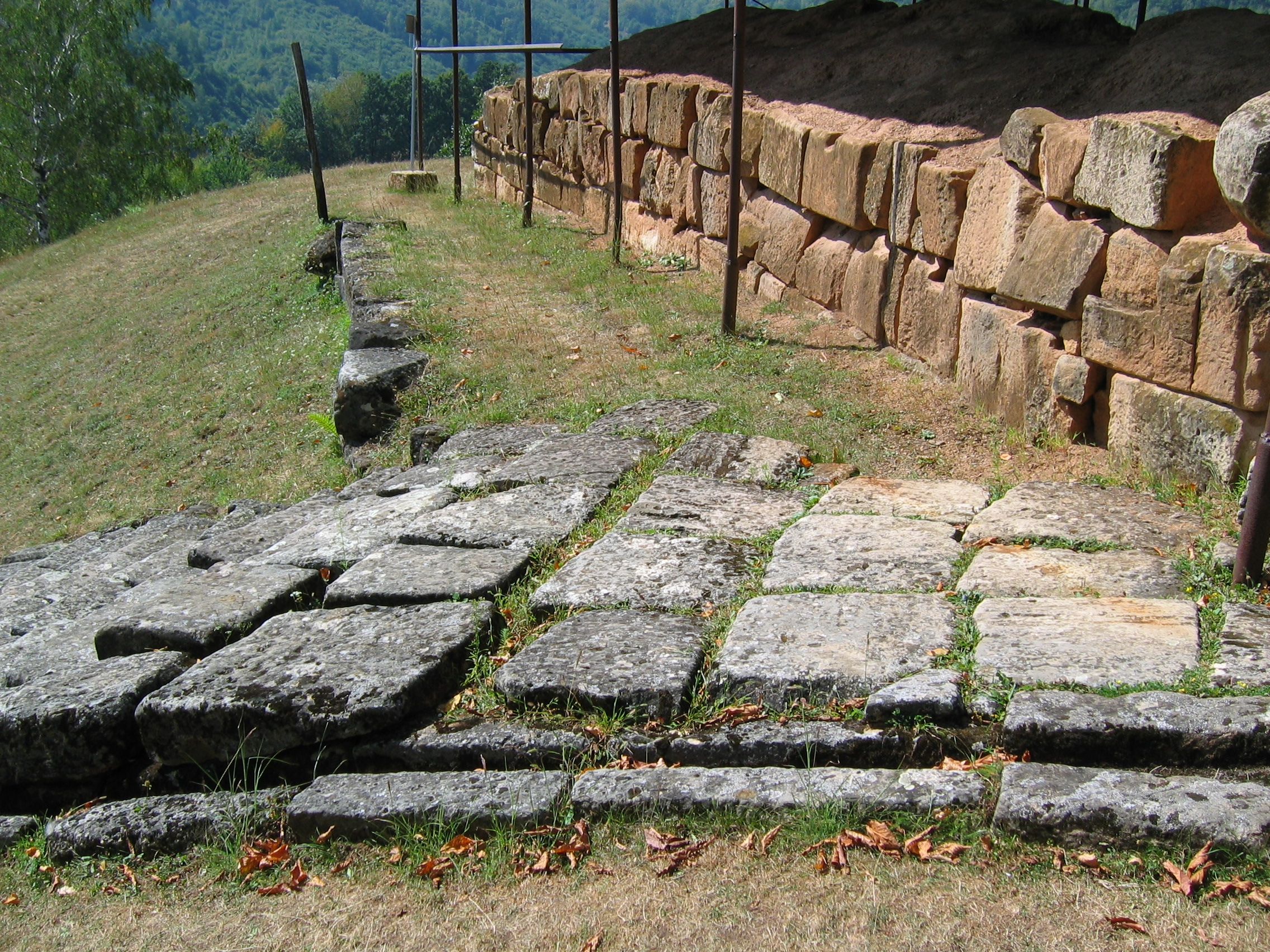
Turn locuință
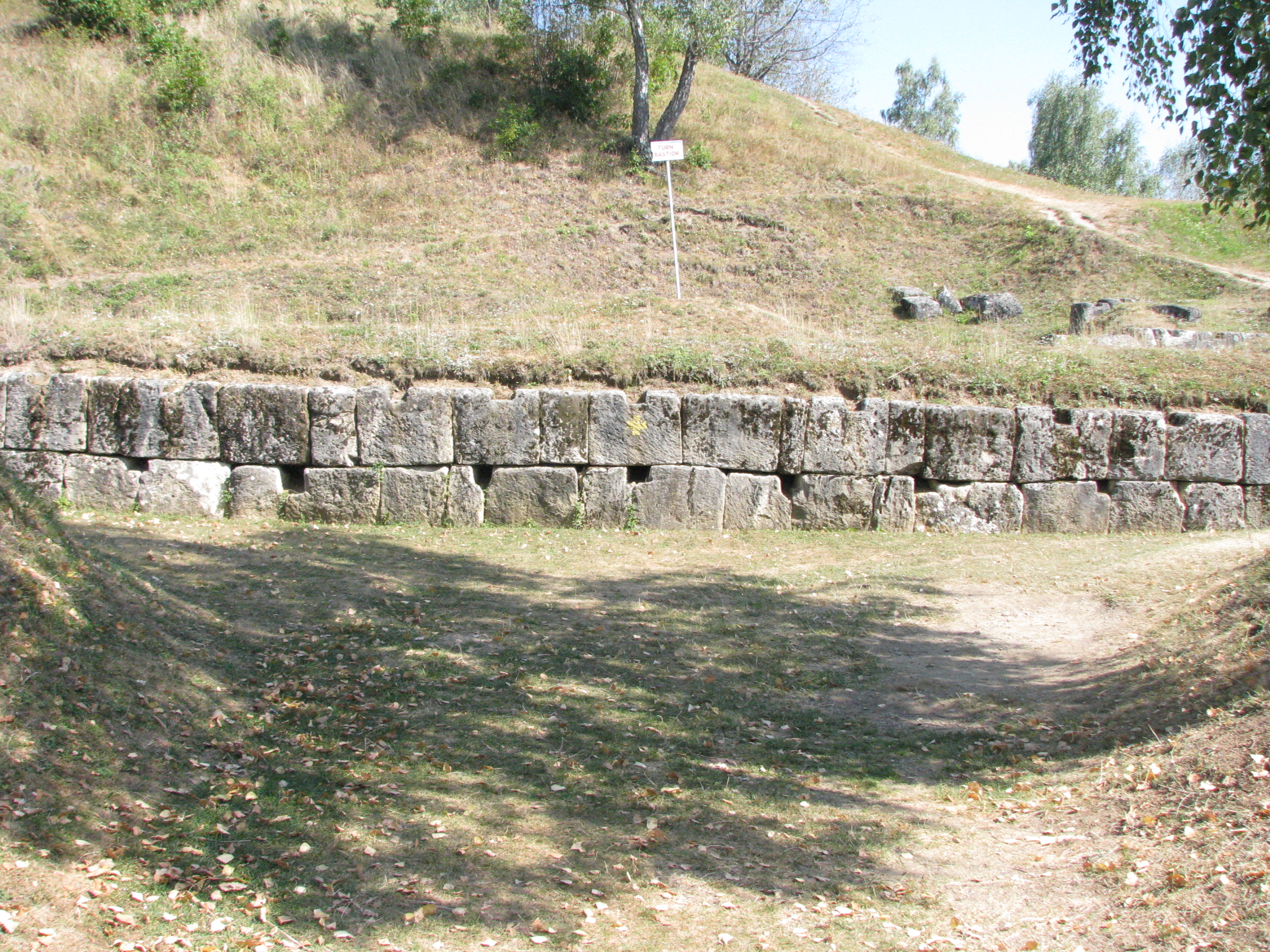
Turn
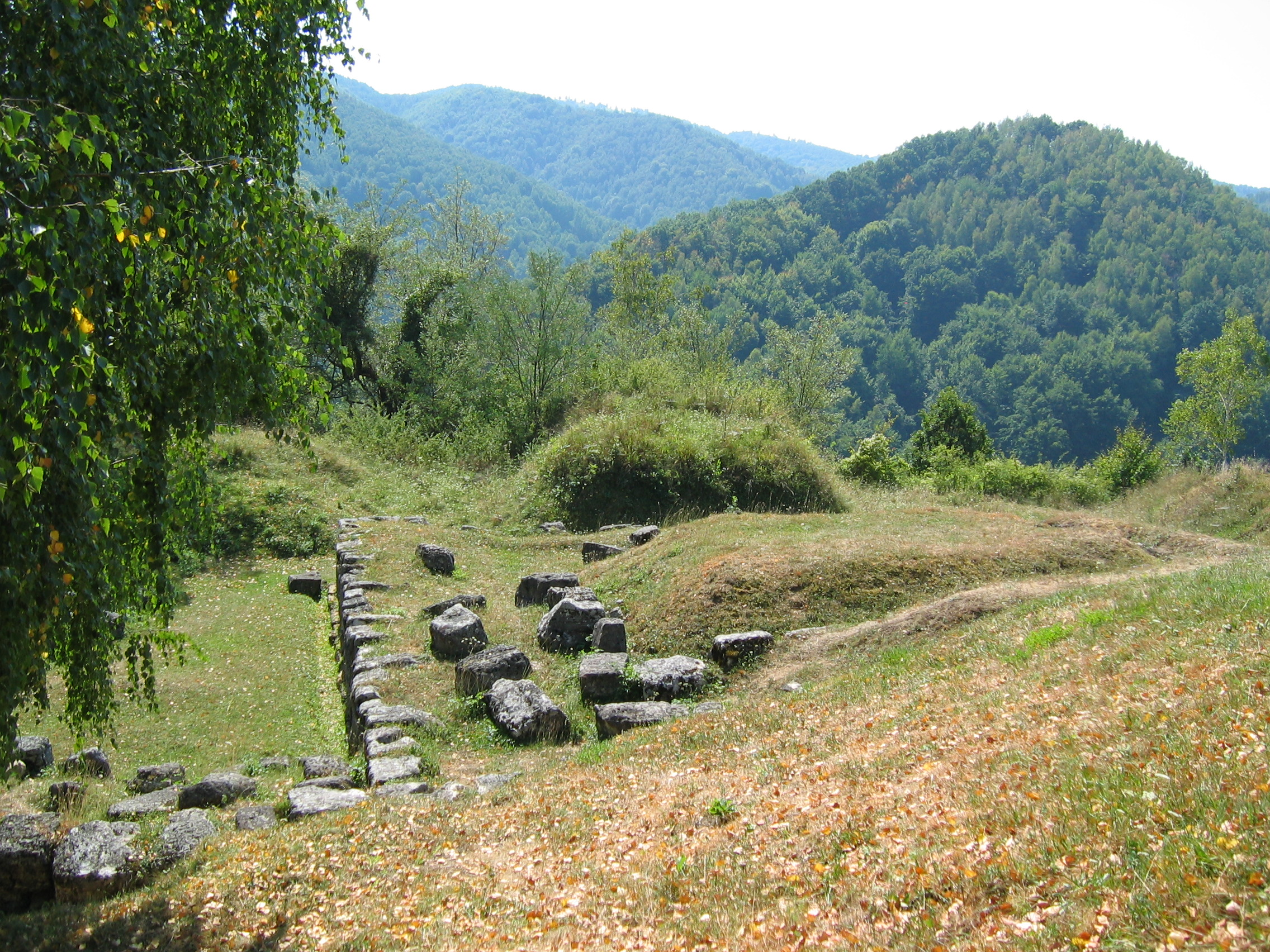
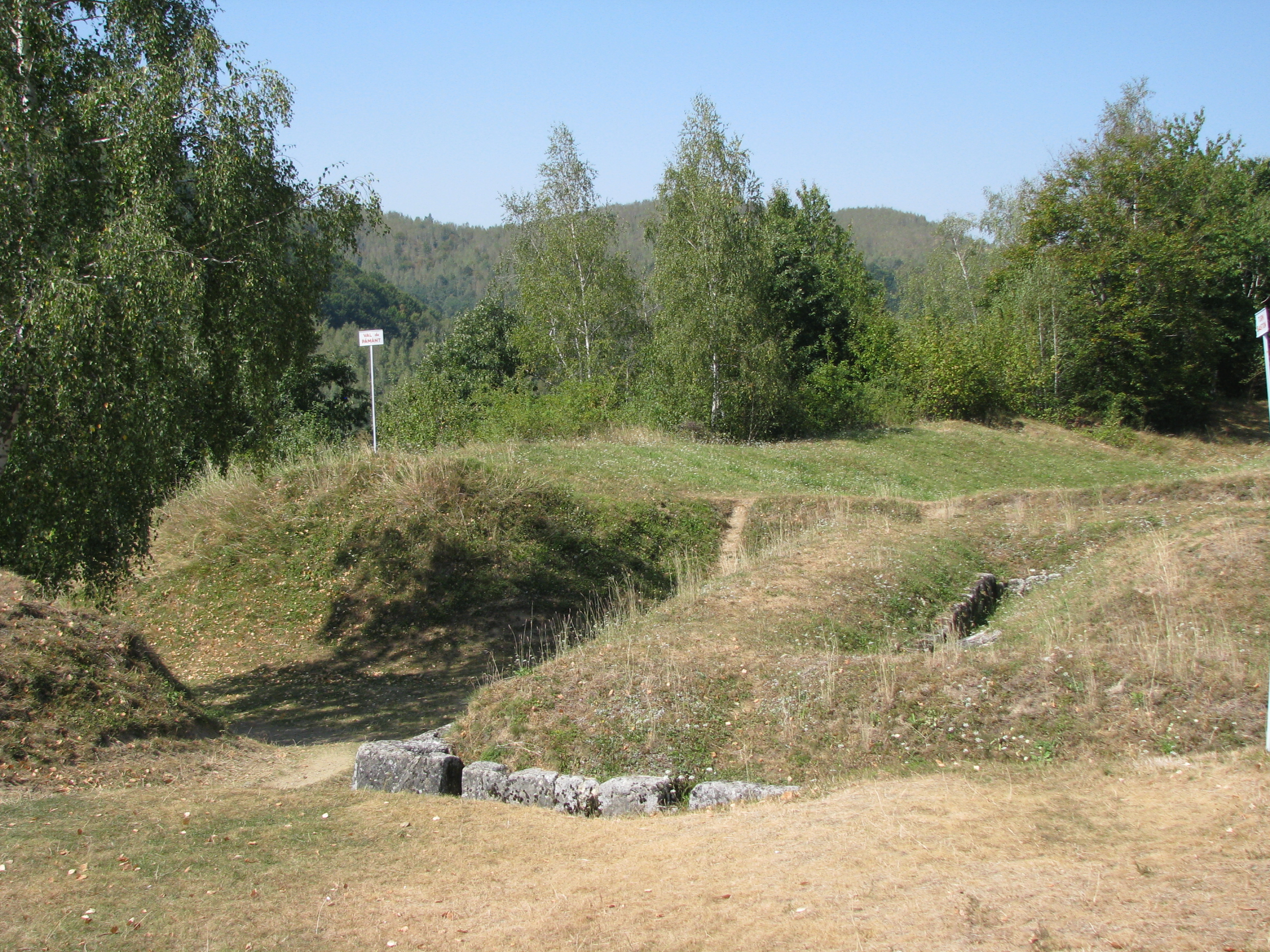
Vallum